# Гиллем, Сильви
Сильви́ Гилле́м (фр. Sylvie Guillem; род. 25 февраля 1965, Париж, Франция) — французская прима-балерина.

## Биография
C детства занималась спортивной гимнастикой со своей мамой, которая готовила её в олимпийскую сборную Франции.
В 1976 году, когда Сильви исполнилось 11 лет, она открыла для себя мир балета, и была принята Клод Бесси (фр. Claude Bessy), артистическим директором Академии балета Парижской Оперы (фр. l'école de danse de l'Opéra de Paris), в класс. Бесси в один миг увидела экстраординарные физические возможности девочки и без труда определила блестящее балетное будущее.
Ещё ученицей с 1981 года Сильви участвует в балетных спектаклях Опера Гарнье, но по принятому порядку поступает в штат кордебалета труппы, окончив Академию. Два года спустя Сильви становится лауреатом Международного конкурса артистов балета в Варне и с 24 декабря 1984 года переходит на позицию первой солистки труппы (première danseuse)
С 29 декабря 1984 года Сильви Гиллем уже называют «этуаль». Артистический директор балетной труппы Парижской Оперы Рудольф Нуреев отметил её интерпретацию партий Одетты и Одиллии в «Лебедином озере». Таким образом, Сильви становится самой молодой звездой Гранд Опера.
В 1989 году начинается международная карьера Гиллем, она становится «приглашённой солисткой» («soliste invitée») в Royal Ballet, с 14 апреля.
Гиллем также подписала контракт с Американским театром балета (ABT)

## Балетмейстеры Сильви
Большое влияние на формирование Гиллем как балерины оказало сотрудничество с балетмейстерами Уильямом Форсайтом, Морисом Бежаром, Матсом Эком и Расселом Малифантом (фр. Russell Maliphant), благодаря которым карьера Сильви получила новое направление и развитие. Бежар, известный в балетном мире, как балетмейстер-философ с индивидуальным хореографическим языком, запрещал исполнять свои постановки артистам, не побывавшим в его мастерской и не знающим его стиль, чтобы не искажать балетмейстерский замысел. Сильви же стала его фавориткой, на неё Морис поставил множество номеров и балетов, среди которых «Si Si», с костюмами Джанни Версаче, повествующий о жизни и судьбе австрийской королевы, трагически погибшей у Бо Риважа (фр. Beau-Rivage Palace). Печально, что эта была одна из последних работ самого Джанни. Гиллем также исполняет балет «Болеро» в постановке Бежара.

## Mademoiselle Non
Сильви Гиллем завоевала у журналистов репутацию «artiste capricieuse», отказываясь предоставлять «эксклюзив» на фотосъёмку и интервью журналистам и фотографам из ряда влиятельных изданий, за что они прозвали балерину «Mademoiselle Non» (Мадемуазель «Нет»).
«Dance review» называет Гиллем Дивой и «Mademoiselle Non» за её нежелание обсуждать с прессой частную жизнь, хотя известно, что Сильви живёт в западной части Лондона в собственном доме со своим бойфрендом, фотографом Жилем Тапи, вот уже более 17 лет.
Также «Dance review»
приводит цитату Антони Доуэла, в которой он величает Сильви «Mademoiselle Non» за её профессиональную требовательность к исполнительству:

Сэр Энтони Доуэл, бывший артистический директор Royal Ballet, назвал Сильви Гиллем «Mademoiselle Non» за её избирательность к предложенным ей ролям и, по его словам, благодаря волевому характеру и требовательности к нюансам на репетициях, Сильви создала романтический образ Жизели, отрешёный и, в то же время, жизненный, реальный.
Оригинальный текст (англ.)Sir Anthony Dowell, the outgoing director of the Royal Ballet, had a name for Sylvie Guillem. He calls her «Mademoiselle Non», because, so he says, of the number of roles he offered her and she turned down. Her Giselle is a marvel of concentrated life and amusement and verismo acting, but it has increasingly veered from the Romantic context of the Royal Ballet's production.
— Dance review: 5 August 2001

## Репертуар
Сильви Гиллем универсальная балерина, в репертуаре которой партии в балетах чистой классики, а также исполнение хореографии в неоклассических постановках и балете модерн:
Классика, в Гранд Опера и Королевском балете Великобритании: «Ромео и Джульетта» (Джульетта), «Раймонда» (Раймонда), «Дон Кихот» (Китри) , «Лебединое озеро» (Одетта и Одиллия) , «Жизель», «Золушка», «Баядерка», а также Grand Pas на музыку Обера.
Современные хореографы: Морис Бежар — «Арепо» (Opera наоборот), «Si Si», «Les Episodes», «Болеро».
Боб Уилсон (?) — «Мучения святого Себастьяна».
Уильям Форсайт — «Там, где висят золотые вишни».
Эштона: «Маргарита и Арман» и «Месяц в деревне» (англ. «A Month in the Country»)
В Sadler’s Wells Theatre: «Push, Sacred monsters»

## Признание и награды
- 1983 — Специальный приз Молодёжной организации Варны Международного конкурса артистов балета в Варне, Болгария[8].
- 1984 — Приз круга Карпо[фр.], Париж.
- 1988 — Премия имени Х. К. Андерсена в номинации «лучшая танцовщица», Копенгаген.
- 1988 — Grand Prix National de la Danse, Париж.
- 1988 — командор ордена Искусства и литературы, Париж.
- 1989 — Гран-при Анны Павловой (Grand Prix Pavlova)
- 1993 — Золотая медаль города Парижа
- 1994 — кавалер Ордена Почетного Легиона[9] (учреждён президентом Миттераном).
- 1994 — приз «Бенуа танца» как лучшей танцовщице (за исполнение женской партии в балете Уильяма Форсайта «Херман-Шмерман», Королевский балет)
- 1999 — кавалер Национального ордена «За заслуги».
- 2000 — Gente Dame d’Honneur des Hospitaliers de Pomerol
- 2003 — почётный командор ордена Британской империи[10] (вручён королевой Елизаветой II)
- 2009 — офицер Ордена Почетного Легиона[11].
- 2015 — Императорская премия.
- январь 2016 — премия Круга английских критиков за сезон 2015 года: Премия де Валуа за выдающиеся достижения.
- 2017 — приз «Бенуа танца» в номинации «За жизнь в искусстве»

## Фильмография
- 1988 — «Сильви Гиллем за работой» / Sylvie Guillem au travail (док. телефильм, режиссёр Андре Лабарт), «Звезда для подражания» / Une étoile pour l’exemple (док. фильм, посвящённый Иветт Шовире, режиссёр Доминик Делуш)
- 1989 — «Балет Парижской Оперы: 7 балетов» / The Paris Opera Ballet: Seven Ballets (Большое классическое па, хореография Виктора Гзовского; партнёр — Мануэль Легри)
- 1991 — «Рудольф Нуреев» (док. фильм, режиссёр Патриция Фой)
- 1993 — «Сильви Гиллем. Портрет» (док. фильм, режиссёр Найджел Уоттис), The South Bank Show (приглашённая героиня телепередачи)
- 1995 — «Очевидность» / Evidentia (хореография Уильяма Форсайта, Матса Эка, Дэвида Керна и др., режиссёры — Франсуаз Ха Ван Керн и Уильям Форсайт)
- 1997 — «Золушка» (спектакль Парижской Оперы, хореография Рудольфа Нуреева; в ролях: Шарль Жюд, Изабель Герен, Моник Лудьер, Рудольф Нуреев)
- 2003 — «Гиллем» (телефильм, режиссёр Франсуаз Ха Ван Керн), «Маргарита и Арман» (хореография Фредерика Аштона, Арман — Николя ле Риш), «Подъём и падение» / Rise and Fall (хореография Рассела Малифанта)
- 2009 — «Сильви Гиллем: на краю» / Sylvie Guillem: Sur le fil (док. фильм, режиссёр Франсуаз Ха Ван Керн), «Священные чудовища» / Sacred Monsters (хореография Акрама Хана)
- 2013 — «Прощание» (телеверсия балета, хореограф и режиссёр Матс Эк), «За кулисами: снимая „Прощание“» / Behind the Scenes: The Filming of Bye (док. фильм, режиссёр Матс Эк)

## Личная жизнь
Более 20 лет состоит в отношениях с фотографом Жилем Тапи. С 2017 года пара живёт в Италии, в регионе Лацио. В 2021 году Гиллем дала первое с момента завершения балетной карьеры интервью — для видеопроекта Dance Masterclass.